# 神舟9号
神舟9号（英: Shenzhou 9）は2012年6月16日に打ち上げた神舟の有人宇宙飛行である。このミッションの目的は宇宙ステーション天宮1号と初めての有人ドッキングを果たし、新型宇宙ステーションに3人の乗員を移送することである。3人のうち1人には、中国初の女性宇宙飛行が含まれた。飛行期間は13日間。

## 乗組員
- 景海鵬、劉旺、劉洋（女性）

## 経緯
- 2012年6月16日18時37分：打ち上げ
- 2012年6月18日14時14分：「天宮1号」とドッキング
- 2012年6月24日12時40分：「天宮1号」と手動にて再ドッキング
- 2012年6月28日9時22分：天宮1号と分離
- 2012年6月29日10時3分：内蒙古自治区に着陸